# Karl Friedrich Mohr
 (mai 2016).
Si vous disposez d'ouvrages ou d'articles de référence ou si vous connaissez des sites web de qualité traitant du thème abordé ici, merci de compléter l'article en donnant les références utiles à sa vérifiabilité et en les liant à la section « Notes et références ».
Pour les articles homonymes, voir Mohr.
Karl Friedrich Mohr (4 novembre 1806 à Coblence, Empire français - 28 septembre 1879 à Bonn, province de Rhénanie) est un chimiste allemand célèbre pour ses travaux précurseurs sur le principe de conservation de l'énergie. Le sulfate d’ammonium et de fer(II), (NH4)2Fe(SO4)2·6H2O, lui doit son nom de sel de Mohr.

## Biographie
Mohr naît en 1806, il est le fils d’un pharmacien prospère de Coblence. De santé fragile, le jeune Mohr suit la majeure partie de ses premiers enseignements à domicile, notamment dans le laboratoire de son père. L’expérience acquise durant cette période peut expliquer partiellement les compétences que Mohr montrera plus tard pour concevoir des instruments et des méthodes d’analyse chimique. À vingt-et-un ans, il commence à étudier la chimie auprès de Leopold Gmelin, et, après cinq ans à Heidelberg, Berlin et Bonn, il retourne avec un doctorat dans l’entreprise familiale.
Son père meurt en 1840, et Mohr prend alors sa succession. Il prend sa retraite en 1857 pour s’intéresser à la science pour le plaisir, mais des problèmes financiers alors qu’il a cinquante-sept ans le poussent à devenir privat-docent à Bonn. Il devient professeur de pharmacie en 1867, avec le soutien direct du gouvernement.

## Travaux

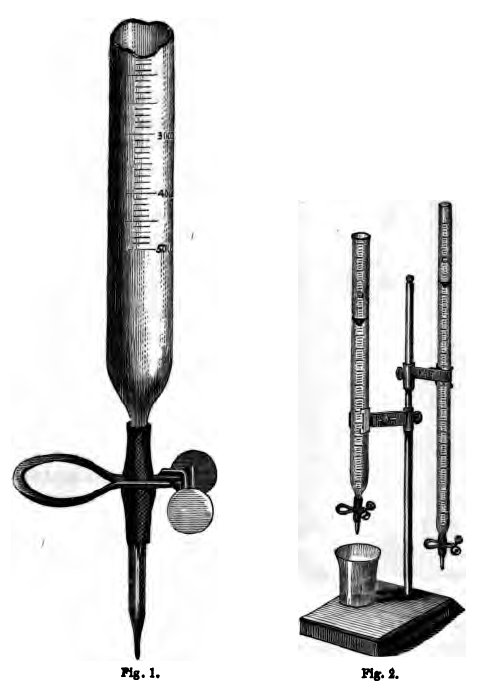
Burette de Mohr.

Mohr est un des chimistes éminents de son temps en Allemagne, et l’inventeur de nombreuses améliorations méthodologiques pour l’analyse chimique. Il améliore la burette, avec une pointe en bas, et une pince (pince de Mohr), qui la rend plus facile à utiliser que les versions précédentes, plus proches de l’éprouvette graduée. Ses méthodes de titrage sont exposées dans son Lehrbuch der chemisch-analytischen Titrir-methode de 1855 (« Manuel d’instructions pour les méthodes de titrage en chimie analytique », « Instructional Book of Titration Methods in Analytical Chemistry »), qui sera recommandé par Justus von Liebig et ré-édité plusieurs fois. Son Geschichte der Erde, eine Geologic auf neuer Grundlage de 1866 (« Histoire de la Terre, Géologie sur de nouvelles bases ») sera aussi largement diffusé.
Dans l’article Über die Natur der Wärme de 1837 (« Sur la nature de la chaleur »), Mohr donne une des premières énonciations générales du principe de la conservation de l'énergie :
« en plus des 54 éléments chimiques identifiés, il y a dans le monde physique un seul agent, et il est appelé Kraft (énergie). Il peut apparaître, selon les circonstances, comme mouvement, affinité chimique, cohésion, électricité, lumière et magnétisme ; et de n’importe quelle de ces formes il peut être transformé en n’importe quelle des autres. »